# Enderndorf am See
Enderndorf am See (fränkisch: Ändandoaf)  ist ein Gemeindeteil der Stadt Spalt im Landkreis Roth (Mittelfranken, Bayern). Die Gemarkung Enderndorf am See hat eine Fläche von 9,153 km². Sie ist in 1010 Flurstücke aufgeteilt, die eine durchschnittliche Fläche von 9062,40 m² haben. In ihr liegen neben dem namensgebenden Ort die Gemeindeteile Heiligenblut, Keilberg, Ottmannsberg, Sägmühle und Stockheim.

## Geografie
Das Dorf liegt im Spalter Hügelland und im Fränkischen Seenland, direkt am Igelsbachsee und Großen Brombachsee, ca. 3 km südlich von Spalt. Bei Enderndorf beginnt der Staudamm des Igelsbachsees.

## Geschichte
Das Brombach- und Igelsbachtal weist schon Siedlungsspuren aus der Zeit um 2000 v. Chr. auf. Wahrscheinlich verlief durch das Tal eine vorrömische Ost-West-Straße. In der karolingischen Zeit gehörte Enderndorf zum Gau Sualafeld.
Der Ort wurde 1347 als „Enterndorf“ erstmals urkundlich erwähnt, als der damalige Grundherr seine Lehen zu Enderndorf an Wirich von Treuchtlingen verkaufte. Der Ortsname dürfte sich aus der geographischen Lage ableiten lassen. Das Wort „ender“, mittelhochdeutsch „enet“, bedeutet drüben, jenseits. Demnach ist Enderndorf das Dorf jenseits des Bergrückens von Spalt. Von 1676 bis 1903 gehörte die Ortsherrschaft der Nürnberger Patrizierfamilie Harsdorf von Enderndorf.
Gegen Ende des 18. Jahrhunderts gab es in Enderndorf 36 Anwesen. Das Hochgericht übte das brandenburg-ansbachische Oberamt Gunzenhausen aus. Die Dorf- und Gemeindeherrschaft hatte Harsdorf von Enderndorf. Grundherren waren Harsdorf von Enderndorf (1 Schlösslein, 1 Hof, 3 Halbhöfe, 1 Viertelhof, 1 Wirtshaus, 1 Mühle, 6 Güter, 13 Gütlein, 3 Häuser, 3 Gemeindehirtenhäuser, 1 Gemeindeschmiede) und das Kollegiatstift Spalt (1 Gut, 1 Gütlein). Von 1797 bis 1808 unterstand der Ort dem Justiz- und Kammeramt Gunzenhausen. Zu dieser Zeit gab es 23 Untertansfamilien.
1806 kam Enderndorf an das Königreich Bayern. Im Rahmen des Gemeindeedikts wurde Enderndorf dem 1808 gebildeten Steuerdistrikt Absberg zugewiesen. 1811 entstand die Ruralgemeinde Enderndorf, zu der Heiligenblut, Ottmannsberg und Sägmühle gehörten. Mit dem Zweiten Gemeindeedikt (1818) kamen von der Ruralgemeinde Absberg Birkenhof, Griesmühle, Keilberg, Müssighof und Stockheim hinzu, Müssighof wurde 1824 wieder nach Absberg umgemeindet. Die Gemeinde Enderndorf war in Verwaltung und Gerichtsbarkeit dem Landgericht Gunzenhausen zugeordnet und in der Finanzverwaltung dem Rentamt Gunzenhausen (1919 in Finanzamt Gunzenhausen umbenannt). Ab 1862 gehörte Enderndorf zum Bezirksamt Gunzenhausen (1939 in Landkreis Gunzenhausen umbenannt). Die Gerichtsbarkeit blieb beim Landgericht Gunzenhausen (1879 in Amtsgericht Gunzenhausen umbenannt). Die Gemeinde hatte 1964 eine Gebietsfläche von 9,079 km².
Am 30. Juni 1972 wurde die Gemeinde Enderndorf im Zuge der Gebietsreform in Bayern aufgelöst: die Gemarkung Birkenhof wurde dem Markt Absberg eingegliedert, die übrigen Gemeindeteile kamen zur Stadt Spalt. Zugleich erfolgte der Wechsel zum neu gebildeten Landkreis Roth, dem Amtsgericht Schwabach und dem Finanzamt Schwabach.

### Bodendenkmäler
In der Gemarkung Enderndorf gibt es drei Bodendenkmäler.

### Einwohnerentwicklung
Gemeinde Enderndorf
| Jahr      | 1818   | 1840   | 1852   | 1855   | 1861   | 1867   | 1871   | 1875   | 1880   | 1885   | 1890   | 1895   | 1900   | 1905   | 1910   | 1919   | 1925   | 1933   | 1939   | 1946   | 1950   | 1952   | 1961   | 1970   |
| Einwohner | 439    | 439    | 441    | 423    | 450    | 449    | 427    | 425    | 442    | 442    | 444    | 424    | 404    | 385    | 385    | 395    | 398    | 380    | 361    | 543    | 498    | 446    | 342    | 329    |
| Häuser    | 78     | 68     |        |        |        |        | 79     |        |        | 81     | 80     |        | 74     |        |        |        | 74     |        |        |        | 73     |        | 66     |        |
| Quelle    | [ 19 ] | [ 20 ] | [ 21 ] | [ 21 ] | [ 22 ] | [ 23 ] | [ 24 ] | [ 25 ] | [ 26 ] | [ 27 ] | [ 28 ] | [ 21 ] | [ 29 ] | [ 21 ] | [ 30 ] | [ 21 ] | [ 31 ] | [ 21 ] | [ 21 ] | [ 21 ] | [ 32 ] | [ 21 ] | [ 14 ] | [ 33 ] |

Ort Enderndorf
| Jahr      | 001818 | 001840 | 001861 | 001871 | 001885 | 001900 | 001925 | 001950 | 001961 | 001970 | 001987 | 002015 |
| Einwohner | 196    | 223    | *215   | 208    | 202    | 215    | 194    | 248    | 171    | 163    | 177    | 205    |
| Häuser    | 40     | 39     |        |        | 41     | 36     | 39     | 37     | 34     |        | 45     |        |
| Quelle    | [ 19 ] | [ 20 ] | [ 22 ] | [ 24 ] | [ 27 ] | [ 29 ] | [ 31 ] | [ 32 ] | [ 14 ] | [ 33 ] | [ 34 ] | [ 35 ] |

## Religion
Seit der Reformation ist der Ort gemischt konfessionell. Die Katholiken sind der Kirchengemeinde St. Ägidius (Hagsbronn) zugehörig, einer Filiale von St. Emmeram (Spalt), die Protestanten sind in die Christuskirche (Absberg) gepfarrt.

## Wirtschaft
Im Mittelalter war Enderndorf ein Weinbauerndorf. Ab Anfang des 16. Jahrhunderts erfolgte der Übergang zu Hopfenanbau, da sich die Konsumgewohnheiten zum Bier verlagert hatten. Um 1900 wurde auf 10 % der landwirtschaftlichen Nutzfläche Hopfen angebaut, 1956 waren es 5 %, heute gibt es dort keinen Hopfen mehr. Durch den Brombachsee wurde das ursprünglich landwirtschaftlich geprägte Dorf zum Ferienort gewandelt.

## Verkehr
Enderndorf liegt an der von Spalt kommenden Kreisstraße RH 13. Vor dem Bau des Brombachsees führte sie weiter nach Ramsberg, heute endet sie am Seeufer. Vom Seehafen aus fährt der Trimaran MS Brombachsee verschiedene Ziele an.